# Vanderbilt (Texas)
Vanderbilt è un census-designated place (CDP) degli Stati Uniti d'America della contea di Jackson nello Stato del Texas. La popolazione era di 395 abitanti al censimento del 2010.

## Geografia fisica
Vanderbilt è situata a 28°49′20″N 96°36′57″W (28.822110, -96.615708).
Secondo lo United States Census Bureau, il CDP ha una superficie totale di 4,94 km², dei quali 4,94 km² di territorio e 0 km² di acque interne (0% del totale).

## Società

### Evoluzione demografica
Secondo il censimento del 2010, c'erano 395 abitanti.

### Etnie e minoranze straniere
Secondo il censimento del 2010, la composizione etnica del CDP era formata dall'83,04% di bianchi, il 6,58% di afroamericani, lo 0,25% di nativi americani, lo 0% di asiatici, lo 0% di oceanici, il 7,34% di altre razze, e il 2,78% di due o più etnie. Ispanici o latinos di qualunque razza erano il 40,51% della popolazione.